# Skillet (album)
Skillet - debiutancki album grupy Skillet wydany w 1996 roku przez wytwórnie ForeFront Records i Ardent Records.

## Lista utworów
1. "I Can" - 4:18
2. "Gasoline" - 4:01
3. "Saturn" - 5:09
4. "My Beautiful Robe" - 3:38
5. "Promise Blender" - 3:55
6. "Paint" - 3:20
7. "Safe with You" - 3:49
8. "You Thought" - 3:41
9. "Boundaries" - 4:06
10. "Splinter" - 2:41

## Twórcy
- John Cooper – wokal
- Trey McClurkin - perkusja, wokal
- Ken Steorts - gitara, wokal
- Bob Desten - gitara